# Saca, Strășeni
Saca este un sat din cadrul comunei Ghelăuza din raionul Strășeni, Republica Moldova.

## Geografie
Saca este un sat din cadrul comunei Ghelăuza, raionul Strășeni(1), situat la 47.198497 - latitudine nordică și 28.609497 - longitudine estică. Satul are o suprafață de aproximativ 0.35 kilometri pătrați, cu un perimetru de 3.71 km(2).

## Demografie
În anul 1997, populația satului a fost estimată la 527 de cetățeni.
Conform datelor recensământului din anul 2004(4), populația satului constituie 470 de oameni, 50.85% fiind bărbați iar 49.15% femei. Structura etnică a populației arată astfel: 99.57% - moldoveni/români, 0.00% - ucraineni, 0.21% - ruși, 0.00% - găgăuzi, 0.21% - bulgari, 0.00% - evrei, 0.00% - polonezi, 0.00% - țigani, 0.00% - alte etnii.